# Nick de Bondt
Pour les articles homonymes, voir De Bondt.
Nick de Bondt est un footballeur néerlandais né le 21 avril 1994 à Ede. 
Il évoluait au poste d'attaquant à l'Ajax Amsterdam, mais est transféré comme ailier gauche aux Go Ahead Eagles en 2014.

## Palmarès

### En équipe nationale
- Pays-Bas -17 ans
  - Vainqueur du championnat d'Europe des moins de 17 ans en 2011